# Murder Was the Case
Murder Was the Case är ett soundtrackalbum med blandade artister, släppt den 18 oktober 1994 på Death Row Records och Interscope Records.